# 한국의 나라 이름
한국의 나라 이름이란 한국 지역에 세워진 다양한 나라의 이름을 가리키는 것으로, 여기에서 ‘한국’이란 명칭은 한반도를 중심으로 한민족이 세운 국가의 통시적 명칭으로 사용되기도 한다.

## 조선
문헌상 나타난 한국의 첫 이름은 조선(朝鮮)이다. 조선을 흔히 고조선(古朝鮮)이라고도 하나, 이는 후에 이성계가 세운 조선과 구별하기 위해 쓰이는 것이다. 《삼국사기》의 위만조선조와 고조선조가 나뉜 것으로 보아 일연은 위만조선과 단군조선을 구분키 위해 고조선이란 용어를 사용한 것으로 보인다. 이 조선(朝鮮)이라는 이름은 한국 고유어에 한자를 갖다 붙인 취음어(取音語)로 보인다. 《환단고기》를 진서로 여기는 일부 재야사학자들은 숙신(肅愼), 직신(稷愼), 식신(息愼) 등도 조선의 다른 한자 표기로 보고, 朝鮮(조선)의 정확한 발음이 '쥬신'이라고 주장하나 사료상의 근거는 전무하다. 일반적으로 숙신 등은 만주족의 역대 명칭으로 여긴다.
어떤 학자들은 조선이 한국어 '아사달'의 다른 이름(번역)이라고 본다. 아사는 아침을 뜻하고, -달은 고구려의 지명에서 흔히 발견되는 명칭이다. 비록 朝鮮(조선)이 가차표기로 생각되지만, 그 당시 어떻게 발음되었는지는 정확히 알 수 없다. 세르게이 스타로스틴의 자료에 따르면 당시 조선(朝鮮)의 발음은 /traw shar/(트라우 샤/샤르)이다.

## 한
현재 대한민국 국호에서 사용되는 한(韓)은 고대 한반도 남부에 존재했던 소국들을 묶어서 지칭하는 명칭 또는 고구려, 백제, 신라 삼국을 아우르는 범칭인 삼한(三韓)이 어원이다. 당시의 소국들은 크게 마한(馬韓), 진한(辰韓), 변한(弁韓)으로 묶여서 지칭되었는데 이들을 합쳐서 삼한(三韓)이라고 하였다. 삼국시대 말기에 이르게 되면 고구려, 백제, 신라의 삼국을 삼한이라 부르는 용어가 정착된다. 마한, 진한, 변한이 각기 성장하여 삼국이 되었다는 인식도 나타나며, 진한은 신라에 대응되는 용어로 널리 사용되었으나 마한, 변한 중 어느 쪽이 고구려이고 백제인지에 대해서는 최치원, 권근 등의 주장이 전해진다. 삼한이 삼국을 지칭하는 고유한 용어로 사용되면서 삼한일통(三韓一統) 또는 일통삼한이라는 용어도 나타났으며, 한반도 및 한민족을 지칭하는 용어로도 삼한이 사용되었다. 실학자들의 연구를 통해 삼한을 삼국에 대응시켜 보는 인식에 대한 비판이 이루어졌으나 역사 용어로서 삼한은 조선 말까지 계속 삼국을 지칭하는 표현으로 사용되었다. 조선 고종은 대한제국을 건국하면서 삼한에서 한이라는 국호를 따왔다하였는데, 마한, 진한, 변한을 언급하면서도 이를 통합한 국가를 고려라고 말하고 있어 삼한이 삼국을 가리키는 용어로 사용했음을 알 수 있다. 대한민국의 국호는 대한제국을 직접 계승한 것이다.
한의 정확한 의미는 알려져 있지 않으며 중국의 기록을 통해 韓이라는 한자로 음차된 발음만 알려져 있을 뿐이다. 한을 “크다” 또는 “중앙”이라는 뜻의 고유어로 해석하기도 한다. 알타이어족에 속하는 몽골어나 튀르키예어로 왕을 나타내는 칸과 관련이 있다고 보기도 한다. 한자로는 韓(한), 幹(간), 刊(간), 干(간), 漢(한) 등으로 표기된다. 韓은 고대 중국의 나라이름에도 쓰였으나, 오늘날에는 한국을 비롯하여 한자문화권에서 한국을 나타내는 글자 및 약호로 두루 인식되어 쓰인다.

## 고구려
삼국 중 하나인 고구려의 이름은 高句麗/高勾麗/高駒麗/高句驪(고구려), 高麗(고려), 句麗/句驢(구려) 등 다양한 표기로 나타난다. '구려' 혹은 '고구려'가 본래 명칭이었으나 장수왕 이후에는 주로 고려라고 지칭된다. 이는 장수왕 시기에 고구려가 국호를 고려로 바꾸었던 것이 원인이라고 보기도 한다. 유리명왕 시기 중국 신나라의 왕망이 고구려를 비하하여 사용한 하구려(下句麗)도 기록으로 남아 있다.
일부 재야사학자들은 고구려의 어원 혹은 원래 발음이 구리, 구루, 가우리 등이라고 주장하기도 하나 역사적으로 인정되지 않는다.

## 백제
백제는 百濟 또는 伯濟로 표기되며, 다른 별칭으로 십제(十濟)가 사료에 기록되어 있다. 또한 538년에 백제 성왕이 국호를 남부여로 변경하여 일부 사료에는 남부여로 표기되기도 한다.

## 신라
신라는 서라벌(徐羅筏), 사로(斯盧), 사라(斯羅), 신라(新羅) 등의 별칭이 전해진다. 이는 모두 같은 국호를 한자로 음차하는 과정에서 나타나게 되는 별칭이다. 504년에 지증왕이 신라를 공식적인 국호로 정하였다. 탈해 이사금 시기에는 계림(鷄林)을 국호로 정하기도 하였다.

## 발해
발해는 현존하는 사료의 기록에 따르면 원래 국명이 진(震 / 振)이었다고 한다. 후에 당나라에서 발해왕(渤海王)에 책봉하자 국명을 발해로 정했다고 전해진다. 원래 국명인 진 역시 발해 고왕의 아버지인 걸걸중상이 당나라에게 받은 진국공(震國公)에서 기원한다. 학자들은 이러한 발해 국호에 대해서 당나라에서 정해준 이름인지, 아니면 발해가 호칭하고 있는 이름을 당나라에서 사후 승인한 것인지에 대해 의견이 엇갈리고 있다.

## 고려·조선
고려·조선의 나라 이름은 기본적으로 고구려와 조선을 계승하는 것이다. 고려는 고구려의 후기 국호로 추측되며 고구려의 계승을 직접적으로 표명하면서 고려를 국호로 채택하였다. 조선은 조선 태조가 결정한 이름으로 명나라의 인가를 받으면서 공식 국호로 채택되었다. 조선의 국호를 채택할 당시 명나라에 조선과 화령(和寧) 2가지 국호 중 선택해 줄 것을 요청하였다. 화령은 이성계의 고향인 지금의 영흥 지방의 당시 이름으로 왕조의 발상지를 명칭으로 삼으려고 나라 이름의 후보로 선택한 것이다.

## 20세기
1919년 3.1운동으로 설립된 대한민국 임시정부는 국호를 '대한민국'으로 하였다. ‘민국(民國)’은 ‘Republic’의 번역어로 중국에서 만들어진 말로, 중화민국이 처음 사용하였다. 대한민국에서는 한반도 전체를 부를 때 ‘한국’이라 하고 대한민국을 ‘남한’ 혹은 ‘한국’, 조선민주주의인민공화국을 ‘북한’이라 부른다. 대한민국에서는 나이가 많은 세대 가운데 ‘북한’이라는 이름 대신 ‘이북(以北)’이라는 이름을 쓰는 사람들도 있다. 이북은 ‘삼팔선 이북’의 줄임말이다.
한편, 공산주의 진영은 1948년에 북조선에서 건국한 국가의 명칭을 ‘조선민주주의인민공화국’으로 정했다. 조선민주주의인민공화국에서는 ‘한국’ 대신 ‘조선’이라는 이름을 쓰고 대한민국을 ‘남조선’, 조선민주주의인민공화국을 ‘조선’ 또는 ‘공화국’이라 부른다.
한국어를 부르는 이름도 ‘한국어·한국말’과 ‘조선어·조선말’로 남북이 서로 다르다. 또 ‘한글’과 ‘조선글’, ‘한반도’와 ‘조선반도’, ‘동한만·서한만’과 ‘동조선만·서조선만’로 역시 서로 다르다.
금강산 관광특구에서는 서로의 호칭 차이에 따른 마찰을 줄이기 위해 남한을 ‘남측’, 북한을 ‘북측’으로 표기하고 부른다.

### 기타 명칭
- 백의민족(白衣民族) - 백민(白民), 백의인(白衣人)이라고도 하며, 흰옷을 즐겨입는 점에서 나온 별칭이다.
- 청구(靑丘) - 옛 중국에서 한국을 이르던 말. 예) 청구도, 청구학회
- 대동(大東) - 동방의 큰 나라란 뜻으로 일컫는 말. 예) 대동여지도
- 동토(東土) - 동쪽에 있는 땅이나 나라를 의미.
- 삼천리(三千里) - 함경북도 끝에서 제주도 남쪽 끝까지 삼천리 정도 된다고 하여 한국 전체를 비유적으로 이르는 말.
- 금수강산(錦繡江山) - 비단에 수를 놓듯이 아름다운 산천이라는 뜻으로, 한국을 비유한 말.
- 군자지국(君子之國) - 군자의 나라
- 동방예의지국(東方禮儀之國,東方禮義之國) - 예의가 바른 동쪽의 나라라는 말로 한국을 일컫던 말이다.
- 계림(鷄林) - 신라의 별칭이자, 경주의 다른 이름. "시림(始林)"이라고도 함.
- 소중화(小中華) - 명나라 멸망이후 중화라고 자처할 국가는 조선밖에 없다는 유림 사대부들의 유교적 관념에서 온 말.
- 해동(海東) - 바다(서해)의 동쪽이라는 뜻으로, 예전에 한국을 일컫던 말. 예) 해동역사
- 진역(震域) - 동쪽에 있는 나라라는 뜻으로, 한국의 이칭.
- 제잠(鯷岑) - 옛날 중국에서 한국을 달리 일컫던 말.
- 동방(東邦) - 동쪽에 있는 나라라는 뜻.
- 아동방(我東方·我東邦) - 한국을 스스로 이르던 말.
- 근화향(槿花鄕)·근역(槿域) - "무궁화가 아름답게 피는 향토"라는 뜻으로, 한국을 이름.
- 접역(鰈域) - 가자미가 많은 땅 또는 가자미같이 생긴 지역이라는 뜻.
- 고요한 아침의 나라(The Land of the Morning Calm) - 조선(朝鮮)을 영어식으로 해석한 표현.

## 다른 언어 이름

### 중국어
중국어로 대한민국은 다한민궈’(중국어: 大韓民国, 병음: dà hán mín guó), 조선민주주의인민공화국은 ‘차오셴민주주이런민공허궈’(중국어: 朝鲜民主主义人民共和国, 병음: Cháoxiǎn mínzhǔ rénmín gònghéguó)이다.
중화인민공화국은 조선민주주의인민공화국뿐만 아니라 한국 전체를 일컫는 말로 ‘차오셴(중국어: 朝鲜, 병음: Cháoxiǎn)’을 쓰며, 대한민국만을 지칭할때는 ‘난차오셴(중국어: 南朝鲜, 병음: Nán Cháoxiǎn)’ 혹은 ‘한궈(중국어: 韩国, 병음: Hánguó)’로 부른다. 중화민국은 대한민국을 ‘난한(중국어: 南韓, 병음: Nánhán)’, 조선민주주의인민공화국을 ‘베이한(중국어: 北韓, 병음: Běihán)’으로 부른다. 중화민국 정부가 북한을 인정하지 않았던 시절에는 전체를 ‘한궈(韓國)’로 불렀다. 외교적 상황일 때, 중화인민공화국이나 중화민국 모두 대한민국을 다한민궈’(중국어: 大韓民国, 병음: dà hán mín guó)라고 부른다. 중화인민공화국에 편입 되기 전 식민지 시절의 홍콩과 마카오는 ‘남한(광둥어: 南韓, Nam Hon)’과 ‘박한(광둥어: 北韓, Bak Hon)’을 썼지만, 이후에는 중앙인민정부가 쓰는 용어를 쓰는 쪽으로 기울어지고 있다. 싱가포르, 말레이시아의 중국어 사용권에서는 대한민국을 ‘한궈韩国’, 조선민주주의인민공화국을 ‘챠오센朝鲜’으로 부른다.

### 베트남어
베트남에서는 대한민국을 ‘한꾸옥(Hàn Quốc 韓國[*])’, 조선민주주의인민공화국을 ‘찌에우띠엔(Triều Tiên 朝鲜[*])’으로 부른다. 통일되기 전에는 남베트남에서는 ‘남한(Nam Hàn 南韓[*])’·‘박한(Bắc Hàn 北韓[*])’을, 북베트남에서는 ‘남찌에우띠엔(Nam Triều Tiên 南朝鲜[*])’·‘박찌에우띠엔(Bắc Triều Tiên 北朝鲜[*])’을 썼지만 통일 이후 북베트남이 쓰는 말로 통일되었다. 1993년 베트남과 대한민국이 수교하기 시작하면서 ‘한꾸옥’이 ‘남찌에우띠엔’을 대체했다.

### 몽골어
몽골에서는 한국을 설렁거스(몽골어: Солонгос)라 일컫는다. ‘설렁거(Солонго)’는 “무지개”라는 뜻인데, 이 이름과 관련이 있는지의 여부에는 논란이 있으며, 왜 이런 이름이 붙게 되었는지에는 여러 가지 설이 있다. 옛 여진인과 그 후손인 만주인들은 한국(조선)을 솔로(solho)라고 불렀다. 이 명칭은 몽골어의 명칭과 비슷한데, 몽골과 마찬가지로 그 어원에 대해서 정설은 없다. 원나라의 고려 침략 때 한반도의 자연과 색채가 마치 무지개처럼 아름다웠다고 하여 설렁거스라는 말을 쓰게 되었다는 설이 있다. 설렁거스라는 표현은 징기스칸 시절 현재의 예벤키족의 조상으로 여겨지는 솔론족을 지칭하는 표현이다. 또한 징기스칸의 부인 중 한 명인 쿨란(Khulan)의 출신인 메르키트족은 솔론족과 밀접한 관련이 있었으며, 이후 고려 출신 궁녀들이 원나라 황실에서 중요한 위치를 차지하면서 고려가 설렁거스가 되었다는 설이 있다.
현재도 몽골은 남한을 욈뇓 설렁거스(몽골어: Өмнөд Солонгос; 남쪽 한국) , 북조선을 오맕 설렁거스(몽골어:  Умард Солонгос; 북쪽 한국)라고 부른다.

### 일본어
일본의 경우 대한민국을 ‘칸코쿠(韓国)’, 조선민주주의인민공화국을 ‘키타조센(北朝鮮)’으로 부르는데, 이 명칭에 관해 북조선 정부와 의견차이가 있었다. 남북한 전체를 가리키는 명칭으로는 주로 ‘조센’(일본어: 朝鮮)이라는 이름을 쓴다. ‘조센진(朝鮮人)’이란 말은 일본 사회에서 오랫동안 경멸적인 말로 받아들여져 교양 있는 일본인은 보통 ‘조센진’ 대신 ‘조센사마(朝鮮さま)’ 한국인에게도 '칸코쿠사마'(韓国さま)란 호칭을 사용했으나 최근에는 한류의 영향으로 '조센진', '칸코쿠진(韓国人)' 호칭이 자연스러워졌다. 일본은 고대부터 한반도와 교류가 잦았던 만큼, 역대 한반도 국가의 명칭들을 대부분 갖고 있다. 고구려는 고쿠리(こうくり) 신라는 시라기(しらぎ) 백제는 구다라(くだら), 고려는 고라이(こうらい)라고 부른다. 이중에 백제의 이름 구다라는 다른 이름과 달리 한자 이름의 음독이 아닌데, 이 명칭의 유래에는 여러 가지 가설이 있다. 대표적으로 한국어 "큰나라"가 음운변화를 일으켜 구다라가 되었다는 큰나라설, 아래(下)를 의미하는 구다와 복수형 접미사(等)인 라가 붙어 이루어졌다는 설, 중국사서인 《북사》와 《수서》에 등장하는 백제의 시조 구태(仇台)에서 유래되었다는 설 등이 있다. 이외에 한국을 나타내는 접두사로서 가라(韓)가 있는데, 이는 가야(가락국이라고도 함)와 연관있는 것으로 보인다. 가라는 한국뿐 아니라 일본 입장에서 주요 외국인 한국과 중국을 일컫는 접두사로 韓, 漢, 唐 등의 한자로도 표기했다. 이외에 고마(高麗)라는 명칭도 있는데, 고려의 다른 이름이다. 고마는 高麗 외에 狛로도 쓴다.

### 유럽
고려 시대 영국, 법국의 사신과 아라비아 상인들이 부르던 것으로부터 유래한 'Korea'가 정착되었고, 현재는 남과 북을 나누어 부르는 것이 일반적이다. 영어(영어: Korea), 독일어(독일어: Korea), 네덜란드어(네덜란드어: Korea), 북게르만어군 등 게르만계의 서유럽이나 슬라브계의 동유럽, 북유럽에서는 언어 특성상 대부분 'Korea'라고 표기한다. 프랑스어(프랑스어: Corée), 이탈리아어(이탈리아어: Corea), 스페인어(스페인어: Corea), 포르투갈어(포르투갈어: Coreia) 등 라틴계의 서유럽이나 남유럽은 보통 앞 글자로 'K'보다 'C'로 쓰는 것이 언어적 관행이다.

## 같이 보기
- 대한민국 영문 표기 논쟁